# Adolphe Duclos
Pour les articles homonymes, voir Duclos.
Adolphe François Ernest Duclos, né à Sainte-Barbe-sur-Gaillon le 8 mai 1865, et mort à Louviers le 29 septembre 1939, est un peintre français.

## Biographie

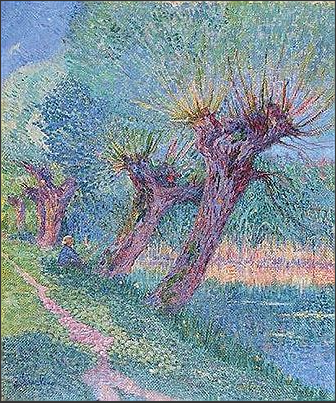
À l'ombre des saules pleureurs, huile sur toile, 1913, n. l.

Élève de Gustave Boulanger et de Jules Lefebvre, sociétaire perpétuel du Salon des artistes français, il y expose en 1929 la toile Cuivres jaunes.